# Fédération française de golf
Pour les articles homonymes, voir FFG.
La Fédération française de golf est une association française loi de 1901 qui est l'instance nationale régissant le golf en France.
Elle s'occupe notamment du développement du sport, appuie les clubs de golf dans leur transition écologique, homologue les terrains de golf, organise les compétitions nationales, s'occupe de la logistique des membres des équipes de France, calcule le handicap des licenciés, forme les arbitres et les professionnels de l'enseignement et met à disposition des services digitaux aux clubs et licenciés.
L'actuel président est Pascal Grizot. Il est élu le 5 décembre 2020 et succède ainsi à Jean-Lou Charon, élu en 2013.

## Histoire
La Fédération française de golf est l'instance dirigeante du golf en France, fondée le 13 janvier 1933 à partir de l'Union des golfs de France (UGF), créée initialement le 24 novembre 1912. Depuis ses débuts, la fédération a œuvré pour le développement et la promotion du golf à travers tout le pays.
En 1950, elle recensait 44 parcours de golf, un chiffre qui avait presque doublé en 1960. Les années 1980 ont marqué une étape importante avec l'informatisation de la gestion des licences et la création de petites structures. En 1980, La Poste émet un timbre commémoratif pour célébrer la fédération, soulignant son importance nationale.
En 1990, le Golf National a été inauguré, devenant un site emblématique pour le golf en France et accueillant dès l'année suivante l'Open de France. La fédération a procédé à l'étalonnage de tous les terrains de golf français en 1994.
Dans les années 2000, la fédération a intensifié ses efforts pour rendre le golf accessible à un plus large public. La création de « Tous au golf », une opération de découverte gratuite, et l'ouverture du premier golf compact urbain à Saint-Ouen-l’Aumône en 2000 illustrent cette démarche. En 2011, la France a été désignée pays hôte de la Ryder Cup 2018, un événement majeur qui s'est déroulé au Golf National.
En 2006, la première Charte sur l’eau a été signée et l'institut Écoumène Golf & Environnement a été créé.
En 2020, elle a renforcé son engagement dans la transition écologique avec la création du fonds de dotation FFGREEN.
En 2022, la France a accueilli les championnats du monde par équipes amateurs au Golf National et à Saint-Nom-la-Bretèche. En 2024, le Golf National sera le site olympique pour les épreuves de golf des Jeux de Paris, témoignant de l'importance et de l'influence croissantes de la fédération sur la scène mondiale.

## Missions
L'action de la fédération s'inscrit autour de trois piliers :  
1. Le développement du sport de l'école de golf jusqu'au haut-niveau
2. Le développement durable à travers l'accompagnement des golfs dans leur transition écologique
3. Le développement des pratiquants, licenciés et équipements

Elle délègue aux 21 ligues régionales et 83 comités départementaux cette gestion au niveau local.
L'évolution des licenciés est présenté ci-dessous. Le nombre de licenciés fait du golf le 4ème sport individuel en France en 2023 avec 6 licenciés pour 1000 habitants.
| Année | Licenciés | Clubs avec terrain |
| ----- | --------- | ------------------ |
| 1950  | 4 122     | 44                 |
| 1960  | 11 500    | 79                 |
| 1970  | 20 448    |                    |
| 1980  | 38 783    |                    |
| 1990  | 181 147   |                    |
| 2000  | 291 754   |                    |
| 2005  | 368 749   | 663                |
| 2006  | 378 274   |                    |
| 2007  | 387 067   |                    |
| 2008  | 396 989   | 686                |
| 2009  | 410 377   | 698                |
| 2010  | 407 530   | 707                |
| 2011  | 418 340   | 716                |
| 2012  | 422 761   | 723                |
| 2013  | 414 249   | 727                |
| 2014  | 408 388   | 745                |
| 2015  | 407 569   | 744                |
| 2016  | 407 719   | 742                |
| 2017  | 410 261   | 751                |
| 2018  | 412 725   | 742                |
| 2019  | 418 739   | 741                |
| 2020  | 402 991   | 742                |
| 2021  | 436 846   | 741                |
| 2022  | 441 991   | 747                |
| 2023  | 445 306   | 740                |
| 2024  | 442 536   | 734                |

## Présidents de la Fédération française de golf
| Président                  | Début de mandat | Fin de mandat |
| -------------------------- | --------------- | ------------- |
| PIerre Deschamps           | 1912            | 1923          |
| Henri de Noailles          | 1924            | 1941          |
| André Marino Vagliano      | 1941            | 1943          |
| Guy Delamare-Deboutteville | 1943            | 1945          |
| Henri de Noailles          | 1945            | 1946          |
| Guy Delamare-Deboutteville | 1946            | 1951          |
| Jacques Léglise            | 1951            | 1966          |
| Roland Gaffard             | 1966            | 1970          |
| Pierre-Étienne Guyot       | 1970            | 1981          |
| Claude-Roger Cartier       | 1981            | 1996          |
| Philippe Martin            | 1996            | 2005          |
| George Barbaret            | 2005            | 2013          |
| Jean-Lou Charon            | 2013            | 2020          |
| Pascal Grizot              | 2020            | en cours      |

## Compétitionsorganisées en France

### Professionnel
| Compétition                             | Lieu                        | Tour                 |
| --------------------------------------- | --------------------------- | -------------------- |
| Open de France                          | Golf national               | DP World Tour        |
| The Evian Championship                  | Evian Resort Golf Club      | LPGA Tour            |
| Open de France Féminin                  | Golf Barrière de Deauville  | Ladies European Tour |
| Open de Bretagne                        | Golf de Pléneuf-Val-André   | Challenge Tour       |
| Le Vaudreuil Golf Challenge             | Golf du Vaudreuil           | Challenge Tour       |
| Open international de la mirabelle d'or | Golf de La Grange-aux-Ormes | Alps Tour            |
| Open de Saint-Omer                      | Golf de Saint-Omer          | Alps Tour            |
| Grand Prix PGA France                   | Golf de Roissy              | Circuit français     |

La France a accueilli la Ryder Cup 2018, événement planétaire majeur, au Golf national.

### Amateur

#### Simples Dames
| Compétition                           | Catégorie d'âge        | Formule                     | Trophée                                        |
| ------------------------------------- | ---------------------- | --------------------------- | ---------------------------------------------- |
| Internationaux de France              |                        | Stroke-play                 | Trophée Cécile de Rothschild                   |
| Internationaux de France Mid-Amateurs | Mid-Amateurs (+25 ans) | Stroke-play                 |                                                |
| Internationaux de France Seniors      | Senior (+50 ans)       | Stroke-play                 |                                                |
| Internationaux de France U21 Filles   | U21                    | Stroke-play puis Match-play | Trophée Esmond et trophée Claude-Roger Cartier |
| Internationaux de France U14 Filles   | U14                    | Stroke-play                 | Challenge Alexis Godillot                      |
| Championnat de France                 |                        | Stroke-play puis Match-play | Coupe Gaveau et Coupe Pierre Deschamps         |
| Championnat de France Seniors         | Senior (+50 ans)       | Stroke-play                 | Trophée Lally Segard                           |
| Championnat de France U18 Filles      | U18                    | Stroke-play                 |                                                |
| Championnat de France Cadettes        | 17 et 18 ans           | Stroke-play                 | Challenge Newman                               |
| Championnat de France Minimes         | 15 et 16 ans           | Stroke-play                 | Trophée Ginette Dubois                         |
| Championnat de France des jeunes      | 13 et 14 ans           | Stroke-play puis Match-play |                                                |
| Championnat de France des jeunes      | U12                    | Stroke-play puis Match-play | Trophée Catherine Lacoste                      |

#### Par équipe Dames
| Compétition                                      | Catégorie d'âge         | Formule                     | Trophée                           |
| ------------------------------------------------ | ----------------------- | --------------------------- | --------------------------------- |
| Championnat de France par équipes                |                         | Stroke-play puis Match-play | Trophée Golfers' Club             |
| Championnat de France par équipes Mid-Amateurs   | Mid-Amateurs (+25 ans)  | Stroke-play puis Match-play | Trophée Cotnareanu                |
| Championnat de France par équipes Mid-Amateurs 2 | Mid-Amateurs 2 (+40ans) | Stroke-play                 |                                   |
| Championnat de France par équipes Seniors        | Senior (+50 ans)        | Stroke-play puis Match-play | Trophée de la commission féminine |
| Championnat de France par équipes Seniors 2      | Senior 2 (+60 ans)      | Stroke-play                 |                                   |
| Championnat de France par équipes Filles         | U16                     | Stroke-play puis Match-play | Trophée Brigitte Varangot         |

#### Simple Messieurs
| Compétition                           | Catégorie d'âge        | Formule                     | Trophée                                          |
| ------------------------------------- | ---------------------- | --------------------------- | ------------------------------------------------ |
| Internationaux de France              |                        | Stroke-play                 | Trophée Gordon Bennett                           |
| Internationaux de France Mid-Amateurs | Mid-Amateurs (+25 ans) | Stroke-play                 | Coupe Murat                                      |
| Internationaux de France Seniors      | Senior (+50 ans)       | Stroke-play                 |                                                  |
| Internationaux de France Seniors 2    | Senior 2 (+60 ans)     | Stroke-play                 | Trophée Mahé                                     |
| Internationaux de France U18 Garçons  | U18                    | Stroke-play puis Match-play | Trophée Michel Carlhian et trophée Pierre Massie |
| Internationaux de France U14 Garçons  | U14                    | Stroke-play                 | Challenge Alexis Godillot                        |
| Championnat de France                 |                        | Stroke-play puis Match-play | Coupe Ganay et Trophée Jacques Léglise           |
| Championnat de France Seniors         | Senior (+50 ans)       | Stroke-play                 | Trophée Dauberville                              |
| Championnat de France U18 Garçons     | U18                    | Stroke-play                 |                                                  |
| Championnat de France Cadets          | 17 et 18 ans           | Stroke-play                 | Trophée Patrick Pons                             |
| Championnat de France Minimes         | 15 et 16 ans           | Stroke-play                 | Coupe Yan Le Quellec                             |
| Championnat de France des jeunes      | 13 et 14 ans           | Stroke-play puis Match-play |                                                  |
| Championnat de France des jeunes      | U12                    | Stroke-play puis Match-play | Trophée Crocodile                                |

#### Par équipe Messieurs
| Compétition                                      | Catégorie d'âge         | Formule                     | Trophée                      |
| ------------------------------------------------ | ----------------------- | --------------------------- | ---------------------------- |
| Championnat de France par équipes                |                         | Stroke-play puis Match-play | Trophée Gounouilhou          |
| Championnat de France par équipes Mid-Amateurs   | Mid-Amateurs (+25 ans)  | Stroke-play puis Match-play | Trophée Puiforcat            |
| Championnat de France par équipes Mid-Amateurs 2 | Mid-Amateurs 2 (+40ans) | Stroke-play                 |                              |
| Championnat de France par équipes Seniors        | Senior (+50 ans)        | Stroke-play puis Match-play | Trophée Saint Sauveur        |
| Championnat de France par équipes Seniors 2      | Senior 2 (+60 ans)      | Stroke-play puis Match-play |                              |
| Championnat de France par équipes Seniors 3      | Senior 3 (+70 ans)      | Stroke-play puis Match-play |                              |
| Championnat de France par équipes des équipes 2  |                         | Stroke-play puis Match-play | Trophée Pierre Étienne Guyot |
| Championnat de France par équipes Garçons        | U16                     | Stroke-play puis Match-play | Trophée Jean-Louis Dupont    |
| Coupe de France par équipes                      |                         | Stroke-play                 | Trophée Jean Lignel          |

#### Double
| Compétition                                          | Formule  | Trophée                    |
| ---------------------------------------------------- | -------- | -------------------------- |
| Internationaux de France Mixte                       | Foursome | Trophée Thion de la Chaume |
| Internationaux de France Dames                       | Foursome | Trophée Saint Germain      |
| Internationaux de France Messieurs                   | Foursome | Trophée Royal-Blackheath   |
| Internationaux de France de Double Seniors Messieurs | Variable |                            |

#### Autre
| Compétition                                       | Formule     | Trophée                     |
| ------------------------------------------------- | ----------- | --------------------------- |
| Open de France Paragolf                           | Stroke-play | Trophée Jean-Claude Bavière |
| Championnat de France des métiers du golf         | Stroke-play |                             |
| Coupe des présidents                              | Stableford  | Coupe André Bleynie         |
| Coupe des présidents des AS municipales           | Stableford  |                             |
| Championnat de France de Pitch & Putt par équipes | Stroke-play |                             |